# Supercopa Brasil de Basquete Masculino de 2015
A Supercopa Brasil de Basquete de 2015 é a 13ª edição do evento, a 5ª edição desde que o torneio voltou a ser disputado em 2011 após um hiato de seis anos. É a segunda vez que este torneio atribuirá vagas à Liga Ouro do próximo ano, tornando-a equivalente a uma terceira divisão no sistema de competições de clubes de basquete no Brasil. A competição é organizada pela Confederação Brasileira de Basketball (CBB) e será disputada entre 12 de maio e 28 de junho.

## Formato e participantes
Oito clubes ganharão o direito de disputar a fase final nacional - a Supercopa Brasil a ser realizada entre 22 e 28 de junho de 2015 - a partir dos resultados de cinco copas regionais classificatórias, que assim definirão os finalistas: Copa Brasil Sul (2), Copa Brasil Nordeste (2), Copa Brasil Norte (2) e Copa Brasil Centro-Oeste (2). O campeão e o vice da Super Copa Brasil 2015 ganharão direito de pleitear uma vaga na edição 2016 da Liga Ouro desde que atendam todos os requisitos exigidos pela LNB.
É o maior e mais democrático torneio de basquetebol disputado no Brasil, reunindo 28 Equipes de 12 Unidades Federativas do país. Inicialmente 35 equipes de 17 unidades federativas se inscreveram para as copas regionais, mas algumas delas não confirmaram suas inscrições e outras desistiram mesmo após a confirmação.
Participantes:
| - Sudeste - Internacional/FUPES/Santos - Jacareí Basketball - Sul - Curitiba/Círculo Militar/ABSB - NBPG/CCR Rodonorte/Ponta Grossa - Titãs Basketball/SEST/SENAT - FELEJ/Ciser/Joinville-AABJ - ACOB/SENAC/FEMEC/PASSARELA/Concórdia - Brusque/FME/UNIFEBE/A Italianinha/Atlântica |  | - Centro-Oeste - AVABRA - Clube Vizinhança - Filadélfia Basquete - Planalto Basquete/Iesplan - Norte - Jovens Atléticos Maranhenses - Moto Clube - Grêmio Oito de Maio - Paysandu |  | - Nordeste - Clube de Engenharia/Carcará/Jambo - CRB - TBJ/Petrobahia/UNIRB - Vitória/Faculdade 2 de Julho - UNIFACISA - Botafogo/JASFA - Náutico - AABB/Natal - ABC - América - Novo Basquete Atheneu - Raptors Advantage |

## Copas Regionais (Primeira fase)

### Copa Brasil Sudeste
Inicialmente se inscreveram as duas equipes paulistas e o Vasco da Gama. No início do ano o Vasco da Gama, tendo decidido reativar sua equipe de basquete profissional, tentou participar da Liga Ouro de 2015, mas como a solicitação foi feita fora do prazo regulamentar, tendo participantes e formato já definidos em congresso técnico, houve a necessidade de votação entre os membros da LNB, que rejeitaram a participação do clube. As três equipes disputariam as duas vagas disponíveis para a Super Copa Brasil, mas posteriormente a LNB convidou o Vasco da Gama para a Liga Ouro de 2016, o que levou o clube a desistir da Copa Brasil Sudeste de 2015 e adiar o início do seu projeto para 2016. Com isso a Copa Brasil Sudeste de 2015 não foi disputada e as duas equipes paulistas inscritas se classificaram diretamente para a Supercopa Brasil.
Classificados à Super Copa Brasil (Segunda fase):
 Internacional/FUPES/Santos e  Jacareí Basketball

### Copa Brasil Sul
O Planejamento inicial era que duas equipes de cada um dos três estados da região sul disputassem o torneio. Mas como nenhuma equipe do Rio Grande do Sul se inscreveu, mais uma vaga foi alocada a times do Paraná e de Santa Catarina, ficando cada um dos dois estados com três equipes representantes. A competição foi disputada em Brusque, Santa Catarina de 12 a 16 de maio. As seis equipes foram divididas em dois grupos com três equipes cada. As equipes jogaram em turno único entre si em cada grupo, com as duas melhores se classificando para as semifinais em cruzamento olímpico entre os dois grupos e as equipes em terceiro lugar nos grupos se classificando para a disputa de quinto lugar. As duas equipes vencedoras das semifinais se classificam para a final, as derrotadas se classificam para a disputa de terceiro lugar. As equipes campeã e vice-campeã se classificaram para a Supercopa Brasil.

#### Grupo A
|   | Times                             | Pts | J | V | D | PF  | PS  | SP  |
| - | --------------------------------- | --- | - | - | - | --- | --- | --- |
| 1 | NBPG/CCR Rodonorte/Ponta Grossa   | 4   | 2 | 2 | 0 | 133 | 120 | +13 |
| 2 | FELEJ/Ciser/Joinville-AABJ        | 3   | 2 | 1 | 1 | 122 | 118 | +4  |
| 3 | Curitiba / Círculo Militar / ABSB | 2   | 2 | 0 | 2 | 127 | 144 | –17 |

Pts - pontos ganhos; J – jogos disputados; V - vitórias; D - derrotas; PF - pontos feitos; PS - pontos sofridos; SP - saldo de pontos.
| 12 de maio 19:00 | Relatório | Joinville | 71–58 | Círculo Militar |  | Arena Brusque, Brusque |  |

| 13 de maio 19:00 | Relatório | Círculo Militar | 69–73 | Ponta Grossa |  | Arena Brusque, Brusque |  |

| 14 de maio 19:00 | Relatório | Joinville | 51–60 | Ponta Grossa |  | Arena Brusque, Brusque |  |

#### Grupo B
|   | Times                                       | Pts | J | V | D | PF  | PS  | SP  |
| - | ------------------------------------------- | --- | - | - | - | --- | --- | --- |
| 1 | Brusque/FME/UNIFEBE/A Italianinha/Atlântica | 4   | 2 | 2 | 0 | 133 | 108 | +25 |
| 2 | Titãs Basketball/SEST/SENAT                 | 3   | 2 | 1 | 1 | 110 | 104 | +6  |
| 3 | ACOB/SENAC/FEMEC/PASSARELA/Concórdia        | 2   | 2 | 0 | 2 | 86  | 117 | –31 |

Pts - pontos ganhos; J – jogos disputados; V - vitórias; D - derrotas; PF - pontos feitos; PS - pontos sofridos; SP - saldo de pontos.
| 12 de maio 20:30 | Relatório | Brusque | 65–61 | Titãs Basketball |  | Arena Brusque, Brusque |  |

| 13 de maio 20:30 | Relatório | Titãs Basketball | 49–39 | Concórdia |  | Arena Brusque, Brusque |  |

| 14 de maio 20:30 | Relatório | Concórdia | 47–68 | Brusque |  | Arena Brusque, Brusque |  |

#### Fase Final
|  | Semifinais           | Semifinais           |    |                      | Final                | Final |  |
|  |                      |                      |    |                      |                      |       |  |
|  | 15 de Maio – Brusque |                      |    |                      |                      |       |  |
|  | Ponta Grossa         | 70                   |    |                      |                      |       |  |
|  | Titãs Basketball     | 37                   |    |                      |                      |       |  |
|  |                      |                      |    |                      |                      |       |  |
|  |                      |                      |    |                      | 16 de Maio – Brusque |       |  |
|  |                      |                      |    |                      | Ponta Grossa         | 72    |  |
|  |                      | Brusque              | 61 |                      |                      |       |  |
|  |                      |                      |    |                      |                      |       |  |
|  |                      |                      |    |                      |                      |       |  |
|  |                      |                      |    |                      | Terceiro lugar       |       |  |
|  | 15 de Maio – Brusque | 15 de Maio – Brusque |    | 16 de Maio – Brusque | 16 de Maio – Brusque |       |  |
|  | Brusque              | 66                   |    | Titãs Basketball     | 74                   |       |  |
|  | Joinville            | 52                   |    |                      | Joinville            | 64    |  |

Disputa de 5º lugar
| 15 de maio 17:30 | Relatório | Círculo Militar | 74–63 | Concórdia |  | Arena Brusque, Brusque |  |

Semifinais
| 15 de maio 19:00 | Relatório | Ponta Grossa | 70–37 | Titãs Basketball |  | Arena Brusque, Brusque |  |

| 15 de maio 20:30 | Relatório | Brusque | 66–52 | Joinville |  | Arena Brusque, Brusque |  |

Disputa de 3º lugar
| 16 de maio 14:30 | Relatório | Titãs Basketball | 74–64 | Joinville |  | Arena Brusque, Brusque |  |

Final
| 16 de maio 16:00 | Relatório | Ponta Grossa | 72–61 | Brusque |  | Arena Brusque, Brusque |  |

Classificados à Super Copa Brasil (Segunda fase):
 NBPG/CCR Rodonorte/Ponta Grossa e  Brusque/FME/UNIFEBE/A Italianinha/Atlântica

### Copa Brasil Nordeste
Um total de 12 equipes de seis estados nordestinos se inscreveram para a competição. As equipes foram divididas em dois grupos com seis equipes cada, Grupo 1 e Grupo 2, com sedes e datas de disputa distintos. Esses dois Grupos foram, por sua vez, subdivididos em dois grupos de três equipes, Grupo A e Grupo B. As equipes jogaram em turno único entre si em cada sub-grupo, com a melhor colocada se classificando para o Final Four.

#### Grupo 1
Foi disputado em Salvador, Bahia de 15 a 17 de maio.
Grupo A
|   | Times                             | Pts | J | V | D | PF  | PS  | SP  |
| - | --------------------------------- | --- | - | - | - | --- | --- | --- |
| 1 | TBJ/Petrobahia/UNIRB              | 4   | 2 | 2 | 0 | 126 | 81  | +45 |
| 2 | Novo Basquete Atheneu             | 3   | 2 | 1 | 1 | 117 | 102 | +15 |
| 3 | Clube de Engenharia/Carcará/Jambo | 2   | 2 | 0 | 2 | 60  | 120 | –60 |

Pts - pontos ganhos; J – jogos disputados; V - vitórias; D - derrotas; PF - pontos feitos; PS - pontos sofridos; SP - saldo de pontos.
| 15 de maio 20:30 | Relatório | TBJ / UNIRB | 78–45 | Novo Basquete Atheneu |  | Ginásio da ADELBA, Salvador |  |

| 16 de maio 19:30 | Relatório | Novo Basquete Atheneu | 72–24 | Clube de Engenharia |  | Ginásio da ADELBA, Salvador |  |

| 17 de maio 11:00 | Relatório | Clube de Engenharia | 36–48 | TBJ / UNIRB |  | Ginásio da ADELBA, Salvador |  |

Grupo B
|   | Times                        | Pts | J | V | D | PF  | PS  | SP   |
| - | ---------------------------- | --- | - | - | - | --- | --- | ---- |
| 1 | Vitória/Faculdade 2 de Julho | 4   | 2 | 2 | 0 | 173 | 71  | +102 |
| 2 | Raptors Advantage            | 3   | 2 | 1 | 1 | 92  | 132 | –40  |
| 3 | CRB                          | 2   | 2 | 0 | 2 | 95  | 157 | –62  |

Pts - pontos ganhos; J – jogos disputados; V - vitórias; D - derrotas; PF - pontos feitos; PS - pontos sofridos; SP - saldo de pontos.
| 15 de maio 19:00 | Relatório | Vitória | 77–31 | Raptors |  | Ginásio da ADELBA, Salvador |  |

| 16 de maio 18:00 | Relatório | Raptors | 61–55 | CRB |  | Ginásio da ADELBA, Salvador |  |

| 17 de maio 12:30 | Relatório | CRB | 40–96 | Vitória |  | Ginásio da ADELBA, Salvador |  |

#### Grupo 2
Foi disputado em Natal, Rio Grande do Norte de 22 a 24 de maio.
Grupa A
|   | Times          | Pts | J | V | D | PF  | PS  | SP  |
| - | -------------- | --- | - | - | - | --- | --- | --- |
| 1 | Náutico        | 4   | 2 | 2 | 0 | 138 | 73  | +55 |
| 2 | AABB/Natal     | 3   | 2 | 1 | 1 | 114 | 99  | +15 |
| 3 | Botafogo/JASFA | 2   | 2 | 0 | 2 | 63  | 133 | –70 |

Pts - pontos ganhos; J – jogos disputados; V - vitórias; D - derrotas; PF - pontos feitos; PS - pontos sofridos; SP - saldo de pontos.
| 22 de maio 21:30 | Relatório | AABB/Natal | 67–37 | Botafogo/JASFA |  | Ginásio IFRN, Natal |  |

| 23 de maio 17:30 | Relatório | Náutico | 76–26 | Botafogo/JASFA |  | Ginásio IFRN, Natal |  |

| 24 de maio 09:30 | Relatório | AABB/Natal | 47–62 | Náutico |  | Ginásio IFRN, Natal |  |

Grupo B
|   | Times     | Pts | J | V | D | PF  | PS  | SP  |
| - | --------- | --- | - | - | - | --- | --- | --- |
| 1 | UNIFACISA | 4   | 2 | 2 | 0 | 130 | 118 | +12 |
| 2 | ABC       | 3   | 2 | 1 | 1 | 132 | 127 | +5  |
| 3 | América   | 2   | 2 | 0 | 2 | 118 | 135 | –17 |

Pts - pontos ganhos; J – jogos disputados; V - vitórias; D - derrotas; PF - pontos feitos; PS - pontos sofridos; SP - saldo de pontos.
| 22 de maio 19:30 | Relatório | América | 62–70 | ABC |  | Ginásio IFRN, Natal |  |

| 23 de maio 19:00 | Relatório | ABC | 62–65 | UNIFACISA |  | Ginásio IFRN, Natal |  |

| 24 de maio 11:00 | Relatório | UNIFACISA | 65–56 | América |  | Ginásio IFRN, Natal |  |

#### Final Four
Seria disputado pelas quatro equipes classificadas da fase anterior em turno único de 29 a 31 de maio em Salvador, Bahia, com as equipes nas duas primeiras colocações obtendo vaga pra a Supercopa Brasil. Mas com a desistência de Náutico e UNIFACISA, Vitória e TBJ / UNIRB ficaram com as duas vagas para a Supercopa Brasil e decidiram o campeão da Copa Brasil Nordeste em jogo único no dia 31 de maio.
Final
| 31 de maio 10:00 | Relatório | Vitória | 61–50 | TBJ/UNIRB |  | Ginásio da ADELBA, Salvador |  |

Classificados à Super Copa Brasil (Segunda fase):
 Vitória e  TBJ/Petrobahia/UNIRB

### Copa Brasil Norte
Inicialmente oito equipes de quatro estados se inscreveram para disputar a competição, três do Maranhão, três do Amapá, uma do Pará e uma do Piauí. Posteriormente as três equipes amapaenses, AABB, ABAP e São José, além de uma das equipes maranhenses, o São Luís, não confirmaram suas inscrições, desistindo da competição. Uma outra equipe maranhense, o Grêmio Oito de Maio, se inscreveu posteriormente. Após a confirmação das inscrições, mais uma equipe, a única piauiense, Kosmos Sporting Clube, também desistiu da competição, tendo efetivamente participado da competição quatro equipes, três maranhenses e uma paraense. A competição foi disputada de 27 a 30 de maio em São Luís, Maranhão. As quatro equipes jogaram todas contra todas em turno único, com as duas melhores posicionadas se classificando para a Supercopa Brasil e para a final e as outras duas equipes para a disputa de terceiro lugar.

#### Fase de Grupo
|   | Times                        | Pts | J | V | D | PF  | PS  | SP   |
| - | ---------------------------- | --- | - | - | - | --- | --- | ---- |
| 1 | Paysandu                     | 6   | 3 | 3 | 0 | 267 | 152 | +115 |
| 2 | Moto Clube                   | 5   | 3 | 2 | 1 | 263 | 202 | +61  |
| 3 | Jovens Atléticos Maranhenses | 4   | 3 | 1 | 2 | 215 | 234 | –19  |
| 4 | Grêmio Oito de Maio          | 3   | 3 | 0 | 3 | 144 | 301 | –157 |

Pts - pontos ganhos; J – jogos disputados; V - vitórias; D - derrotas; PF - pontos feitos; PS - pontos sofridos; SP - saldo de pontos.
| 27 de maio 19:00 | Relatório | Jovens Atléticos Maranhenses | 85–62 | Grêmio Oito de Maio |  | Ginásio Castelinho, São Luís |  |

| 27 de maio 20:30 | Relatório | Moto Clube | 67–75 | Paysandu |  | Ginásio Castelinho, São Luís |  |

| 28 de maio 19:00 | Relatório | Grêmio Oito de Maio | 58–111 | Moto Clube |  | Ginásio Castelinho, São Luís |  |

| 28 de maio 20:30 | Relatório | Jovens Atléticos Maranhenses | 61–87 | Paysandu |  | Ginásio Castelinho, São Luís |  |

| 29 de maio 19:00 | Relatório | Moto Clube | 85–69 | Jovens Atléticos Maranhenses |  | Ginásio Castelinho, São Luís |  |

| 29 de maio 20:30 | Relatório | Paysandu | 105–24 | Grêmio Oito de Maio |  | Ginásio Castelinho, São Luís |  |

#### Fase Final
Disputa de 3º lugar
| 30 de maio 19:00 | Relatório | Jovens Atléticos Maranhenses | 70–67 | Grêmio Oito de Maio |  | Ginásio Castelinho, São Luís |  |

Final
| 30 de maio 20:30 | Relatório | Paysandu | 77–69 | Moto Clube |  | Ginásio Castelinho, São Luís |  |

Classificados à Super Copa Brasil (Segunda fase):
 Paysandu e  Moto Clube

### Copa Brasil Centro-Oeste
Inicialmente seis equipes de dois estados e do Distrito Federal se inscreveram para disputa a competição, quatro da capital federal, uma de Goiás e uma de Mato Grosso. Posteriormente as equipes de Goiás, ABA, e de Mato Grosso, Sinop Basketball Clube, não confirmaram suas inscrições, desistindo da competição, restando as quatro equipes do Distrito Federal. A competição foi disputada de 29 a 31 de maio em Brasília, Distrito Federal. As quatro equipes jogaram todas contra todas em turno único, com as duas melhores posicionadas se classificando para a Supercopa Brasil.
|   | Times                     | Pts | J | V | D | PF  | PS  | SP  |
| - | ------------------------- | --- | - | - | - | --- | --- | --- |
| 1 | Filadélfia Basquete       | 6   | 3 | 3 | 0 | 202 | 179 | +23 |
| 2 | Clube Vizinhança          | 5   | 3 | 2 | 1 | 195 | 186 | +9  |
| 3 | Planalto Basquete/Iesplan | 4   | 3 | 1 | 2 | 196 | 201 | –5  |
| 4 | AVABRA                    | 3   | 3 | 0 | 3 | 165 | 192 | –27 |

Pts - pontos ganhos; J – jogos disputados; V - vitórias; D - derrotas; PF - pontos feitos; PS - pontos sofridos; SP - saldo de pontos.
| 29 de maio 19:00 | Relatório | AVABRA | 51–59 | Planalto Basquete/Iesplan |  | Ginásio ASCEB, Brasília |  |

| 29 de maio 20:45 | Relatório | Clube Vizinhança | 51–63 | Filadélfia Basquete |  | Ginásio ASCEB, Brasília |  |

| 30 de maio 16:30 | Relatório | Clube Vizinhança | 72–56 | AVABRA |  | Ginásio ASCEB, Brasília |  |

| 30 de maio 18:15 | Relatório | Planalto Basquete/Iesplan | 70–78 | Filadélfia Basquete |  | Ginásio ASCEB, Brasília |  |

| 31 de maio 09:00 | Relatório | AVABRA | 58–61 | Filadélfia Basquete |  | Ginásio Clube Vizinhança, Brasília |  |

| 31 de maio 10:45 | Relatório | Planalto Basquete/Iesplan | 67–72 | Clube Vizinhança |  | Ginásio Clube Vizinhança, Brasília |  |

Classificados à Super Copa Brasil (Segunda fase):
 Filadélfia Basquete e  Clube Vizinhança

## Super Copa Brasil (Segunda fase)
Será disputada de 22 a 28 de junho em Brusque, Santa Catarina entre as dez equipes classificadas através das copas regionais. As dez equipes serão divididas em dois grupos com cinco equipes cada. As equipes se enfrentarão em turno único dentro de seus grupos. As duas melhores colocadas por grupo se classificarão para as semifinais em cruzamento olímpico. As equipes vencedoras nas semifinais ganham o direito de pleitear vagas na Liga Ouro de 2016 desde que atendam as condições da LNB, além de disputarem a final. As equipes derrotadas nas semifinais disputam o terceiro lugar. As equipes em terceiro e quarto lugar nos grupos se classificam para a disputa de quinto a oitavo lugares em sistema igual.
Participantes:
| - Internacional/FUPES/Santos - Jacareí Basketball - NBPG/CCR Rodonorte/Ponta Grossa - Brusque/FME/UNIFEBE/A Italianinha/Atlântica |  | - Paysandu - Moto Clube - Filadélfia Basquete - Clube Vizinhança |  |
| |  |                                                                  |  |

Sede: Brusque, Santa Catarina

### Grupo A
|   | Times                                       | Pts | J | V | D | PF  | PS  | SP  |
| - | ------------------------------------------- | --- | - | - | - | --- | --- | --- |
| 1 | Jacareí Basketball                          | 6   | 3 | 3 | 0 | 236 | 164 | 72  |
| 2 | Paysandu                                    | 5   | 3 | 2 | 1 | 211 | 197 | 14  |
| 3 | Brusque/FME/UNIFEBE/A Italianinha/Atlântica | 4   | 3 | 1 | 2 | 218 | 222 | -4  |
| 4 | Clube Vizinhança                            | 3   | 3 | 0 | 3 | 126 | 208 | -82 |

Pts - pontos ganhos; J – jogos disputados; V - vitórias; D - derrotas; PF - pontos feitos; PS - pontos sofridos; SP - saldo de pontos.
| 22 de junho 16:00 |  | Jacareí Basketball | 68–59 | Paysandu |  | Arena Brusque, Brusque |  |

| 22 de junho 20:30 |  | Brusque | 66–44 | Clube Vizinhança |  | Arena Brusque, Brusque |  |

| 23 de junho 18:00 |  | Paysandu | 51–44 | Clube Vizinhança |  | Arena Brusque, Brusque |  |

| 23 de junho 20:00 |  | Jacareí Basketball | 77–67 | Brusque |  | Arena Brusque, Brusque |  |

| 24 de junho 18:00 |  | Jacareí Basketball | 91–38 | Clube Vizinhança |  | Arena Brusque, Brusque |  |

| 24 de junho 20:00 |  | Paysandu | 101–85 | Brusque |  | Arena Brusque, Brusque |  |

### Grupo B
|   | Times                           | Pts | J | V | D | PF  | PS  | SP  |
| - | ------------------------------- | --- | - | - | - | --- | --- | --- |
| 1 | Internacional/FUPES/Santos      | 6   | 3 | 3 | 0 | 208 | 190 | 18  |
| 2 | NBPG/CCR Rodonorte/Ponta Grossa | 5   | 3 | 2 | 1 | 247 | 168 | 79  |
| 3 | Moto Clube                      | 4   | 3 | 1 | 2 | 188 | 252 | -64 |
| 4 | Filadéfia Basquete              | 3   | 3 | 0 | 3 | 165 | 198 | -33 |

Pts - pontos ganhos; J – jogos disputados; V - vitórias; D - derrotas; PF - pontos feitos; PS - pontos sofridos; SP - saldo de pontos.
| 22 de junho 14:00 |  | Ponta Grossa | 116–51 | Moto Clube |  | Arena Brusque, Brusque |  |

| 22 de junho 18:00 |  | Internacional/FUPES/Santos | 65–55 | Filadélfia Basquete |  | Arena Brusque, Brusque |  |

| 23 de junho 14:00 |  | Moto Clube | 74–79 | Internacional/FUPES/Santos |  | Arena Brusque, Brusque |  |

| 23 de junho 16:00 |  | Filadélfia Basquete | 53–70 | Ponta Grossa |  | Arena Brusque, Brusque |  |

| 24 de junho 14:00 |  | Filadélfia Basquete | 57–63 | Moto Clube |  | Arena Brusque, Brusque |  |

| 24 de junho 18:00 |  | Internacional/FUPES/Santos | 64–61 | Ponta Grossa |  | Arena Brusque, Brusque |  |

### Fase Final
Disputa de 5º a 8º lugar
|  | Semifinais de 5º a 8º | Semifinais de 5º a 8º |    |                       | 5º lugar              | 5º lugar |  |
|  |                       |                       |    |                       |                       |          |  |
|  | 25 de Junho – Brusque |                       |    |                       |                       |          |  |
|  | Moto Clube            | 65                    |    |                       |                       |          |  |
|  | Clube Vizinhança      | 76                    |    |                       |                       |          |  |
|  |                       |                       |    |                       |                       |          |  |
|  |                       |                       |    |                       | 26 de Junho – Brusque |          |  |
|  |                       |                       |    |                       | Clube Vizinhança      | 77       |  |
|  |                       | Brusque               | 90 |                       |                       |          |  |
|  |                       |                       |    |                       |                       |          |  |
|  |                       |                       |    |                       |                       |          |  |
|  |                       |                       |    |                       | 7º lugar              |          |  |
|  | 25 de Junho – Brusque | 25 de Junho – Brusque |    | 26 de Junho – Brusque | 26 de Junho – Brusque |          |  |
|  | Brusque               | 95                    |    | Moto Clube            | 82                    |          |  |
|  | Filadélfia Basquete   | 64                    |    |                       | Filadélfia Basquete   | 87       |  |

Semifinais de 5º a 8º lugares
| 25 de junho 14:00 |  | Moto Clube | 65–76 | Clube Vizinhança |  | Arena Brusque, Brusque |  |

| 25 de junho 16:00 |  | Brusque | 95–64 | Filadélfia Basquete |  | Arena Brusque, Brusque |  |

Disputa de 7º lugar
| 26 de junho 14:00 |  | Moto Clube | 82–87 | Filadélfia Basquete |  | Arena Brusque, Brusque |  |

Disputa de 5º lugar
| 26 de junho 16:00 |  | Clube Vizinhança | 77–90 | Brusque |  | Arena Brusque, Brusque |  |

|  | Semifinais            | Semifinais            |    |                       | Final                 | Final |  |
|  |                       |                       |    |                       |                       |       |  |
|  | 25 de Junho – Brusque |                       |    |                       |                       |       |  |
|  | Jacareí               | 82                    |    |                       |                       |       |  |
|  | Ponta Grossa          | 69                    |    |                       |                       |       |  |
|  |                       |                       |    |                       |                       |       |  |
|  |                       |                       |    |                       | 26 de Junho – Brusque |       |  |
|  |                       |                       |    |                       | Jacareí               | 94    |  |
|  |                       | FUPES/Santos          | 80 |                       |                       |       |  |
|  |                       |                       |    |                       |                       |       |  |
|  |                       |                       |    |                       |                       |       |  |
|  |                       |                       |    |                       | Terceiro lugar        |       |  |
|  | 25 de Junho – Brusque | 25 de Junho – Brusque |    | 26 de Junho – Brusque | 26 de Junho – Brusque |       |  |
|  | FUPES/Santos          | 77                    |    | Ponta Grossa          | 73                    |       |  |
|  | Paysandu              | 70                    |    |                       | Paysandu              | 67    |  |

Semifinais
| 25 de junho 18:00 |  | Jacareí Basketball | 82–69 | Ponta Grossa |  | Arena Brusque, Brusque |  |

| 25 de junho 20:00 |  | Internacional/FUPES/Santos | 77–70 | Paysandu |  | Arena Brusque, Brusque |  |

Disputa de 3º lugar
| 26 de junho 18:00 |  | Ponta Grossa | 73–67 | Paysandu |  | Arena Brusque, Brusque |  |

Final
| 26 de junho 20:00 |  | Jacareí Basketball | 94–80 | Internacional/FUPES/Santos |  | Arena Brusque, Brusque |  |

- As duas equipes finalistas terão direito a pleitear uma vaga na Liga Ouro desde que atendam as exigências do torneio

## Premiação
| Supercopa Brasil de 2015                              |
| ----------------------------------------------------- |
| Jacareí Campeão (1º título Brasileiro da 3.ª Divisão) |

| 2º Internacional/FUPES/Santos | São Paulo                 |
| 3º Ponta Grossa               | Paraná                    |
| 4º Paysandu                   | Pará                      |
| 5º Brusque                    | Santa Catarina            |
| 6º Clube Vizinhança           | Distrito Federal (Brasil) |
| 7º Moto Clube                 | Maranhão                  |
| 8º Filadélfia Basquete        | Distrito Federal (Brasil) |